# Scenic (Arizona)
Scenic es un lugar designado por el censo ubicado en el condado de Mohave en el estado estadounidense de Arizona. En el Censo de 2010 tenía una población de 1643 habitantes y una densidad poblacional de 38,44 personas por km².

## Geografía
Scenic se encuentra ubicado en las coordenadas 36°47′37″N 114°0′46″O / 36.79361, -114.01278. Según la Oficina del Censo de los Estados Unidos, Scenic tiene una superficie total de 42.75 km², de la cual 42.5 km² corresponden a tierra firme y (0.58%) 0.25 km² es agua.

## Demografía
Según el censo de 2010, había 1.643 personas residiendo en Scenic. La densidad de población era de 38,44 hab./km². De los 1.643 habitantes, Scenic estaba compuesto por el 65.19% blancos, el 0.06% eran afroamericanos, el 0.97% eran amerindios, el 0.24% eran asiáticos, el 0% eran isleños del Pacífico, el 31.71% eran de otras razas y el 1.83% pertenecían a dos o más razas. Del total de la población el 41.51% eran hispanos o latinos de cualquier raza.